# رابرت یانگ (کارگردان)
رابرت یانگ (انگلیسی: Robert Young؛ زادهٔ ۱۶ مارس ۱۹۳۳) کارگردان اهل بریتانیا است. 
وی کارگردان فیلم‌هایی همچون موجودات درنده، میمون خونخوار، جین ایر، اون پائین به کارت ادامه بده و آیشمان می‌باشد.